# 札幌弁護士会
札幌弁護士会（さっぽろべんごしかい、Sapporo Bar Association）は、日本に52ある弁護士会の一つである。略称は「札弁」（さつべん）。北海道の石狩振興局、空知総合振興局、胆振総合振興局、日高振興局、後志総合振興局管内の事務所に所属する弁護士が加入している。

## 所在地
- 〒060-0001 札幌市中央区北1条西10 札幌弁護士会館7F(事務局)

## 法律相談センター
- 札幌法律相談センター 〒060-0001 札幌市中央区北1条西10 札幌弁護士会館2F
- 新さっぽろ法律相談センター 〒004-0052 札幌市厚別区厚別中央2-5 サンピアザ センターモール3F
- 麻生法律相談センター 〒001-0040 札幌市北区北40条西4-2-1 麻生メディカルビル2階
- おたる法律相談センター 〒047-0032 小樽市稲穂2-18-1 高雄ビル5F
- ちとせ法律相談センター 〒066-0062 千歳市千代田町6-7-1 リレントビル4Ｆ
- 中空知法律相談センター 〒073-0022 滝川市大町1-4-13 共栄ビル2F
- 南空知法律相談センター 〒068-0034 岩見沢市有明町南1-1 岩見沢市有明交流プラザ2F
- むろらん法律相談センター 〒050-0074 室蘭市中島町1-24-11 中島中央ビル4F
- 苫小牧法律相談センター 〒053-0022 苫小牧市表町6-2-1 苫小牧駅前プラザ「egao」6Ｆ
- しりべし弁護士相談センター〒045-0013 岩内郡岩内町高台84-3
- ひだか弁護士相談センター
  - 静内相談所〒056-0018 日高郡新ひだか町静内吉野町2-1-4
  - 浦河相談所〒057-0024 浦河郡浦河町築地1-3-1 浦河町役場1F 町民相談室